# Список глав государств в 241 году
Список глав государств в 240 году — 241 год — Список глав государств в 242 году — Список глав государств по годам

## Африка
- Мероитское царство (Куш) — Теритниде, царь (228 — 246)

## Азия
- Армения Великая — Тиридат II, царь (217 — 252)
- Гассаниды — Джафна I ибн Амр, царь (220 — 265)
- Гупта — Шри Гупта, махараджа (240 — 280)
- Дханьявади — Тюрия Дипати, царь[англ.] (198 — 245)
- Западные Кшатрапы — Виаясена, махакшатрап (239 — 250)
- Иберия — Бакур I, царь (234 — 249)
- Китай (Период Троецарствия):
  - Вэй:
    - Ци-ван (Цао Фан), император (239 — 254)
    - Цао Шуан, регент (239 — 249)

  - У — Сунь Цюань, император (222 — 252)
  - Шу — Лю Шань, император (223 — 263)
- Корея (Период Трех государств):
  - Конфедерация Кая — Кодын, ван (199 — 259)
  - Когурё — Тончхон, тхэван (227 — 248)
  - Пэкче — Кои, король (234 — 286)
  - Силла — Чобун, исагым (230 — 247)
- Кушанское царство — Васишка II, царь (240 — 250)
- Осроена — Ману IX, царь (216 — 242)
- Паган — Пьюсоти, король[англ.] (167 — 242)
- Персия (Сасаниды):
  - Ардашир I, шахиншах (224 — 241)
  - Шапур I, шахиншах (241 — 272)
- Тоба — Тоба Ливэй, вождь (219 — 277)
- Чера:
  - Янаикат-сей Мантаран Черал, царь (201 — 241)
  - Иламчерал Ирумпораи, царь (241 — 257)
- Япония — Дзингу Кого, регент (201 — 269)

## Европа
- Боспорское царство — Рескупорид V, царь (240 — 276)
- Ирландия — Кормак мак Арт, верховный король (226 — 266)
- Римская империя:
  - Гордиан III, римский император (238 — 244)
  - Гордиан III, консул (241)
  - Клодий Помпеян, консул (241)

## Галерея
- Гордиан III 
 238—244 
 Император Римской империи
- Ардашир I 
 224—241 
 Шахиншах Персии
- Шапур I 
 241—272 
 Шахиншах Персии
- Сунь Цюань 
 222—252 
 Император китайской империи У
- Дзингу 
 201—269 
 Императрица Японии